# En fattig miljonär
En fattig miljonär är en svensk komedifilm från 1941 i regi av Lennart och Sigurd Wallén. Filmen hade Sverigepremiär den 26 december 1941.

## Handling
Nisse Holm blir bjuden på ett mycket gott surrogatkaffe hos en kvinna han hyr ett rum av. Han bestämmer sig för att börja marknadsföra surrogatkaffet som är gjort av grankottar.

## Rollista i urval
- Stig Järrel - Nisse Holm
- Sigurd Wallén - direktör Lundgren
- Dagmar Ebbesen - fru Svensson
- Marianne Aminoff - Gittan Svensson
- Marianne Löfgren - Karin Jönsson
- Hilding Gavle - kamrer Lindberg
- Geraldine Hislop - Vera Wirgo
- Magnus Kesster - chefen på modehuset
- Arne Lindblad - Jansson
- Artur Rolén - reklamfotograf
- Wiktor "Kulörten" Andersson - man i kaffeaffär
- Julia Cæsar - tant i kaffeaffär
- Betty Bjurström - kaféflicka